# Cytherelloidea willetti
Cytherelloidea willetti is een mosselkreeftjessoort uit de familie van de Cytherellidae. De wetenschappelijke naam van de soort is voor het eerst geldig gepubliceerd in 1969 door Swanson.